# Dikke Dame
De Dikke Dame (Engels: The Fat Lady) is een personage uit de Harry Potter-boekenreeks van J.K. Rowling.
Ze is een figuur op het schilderij dat gelokaliseerd is voor de ingang van de toren van Griffoendor. Wanneer het juiste wachtwoord wordt genoemd, zwaait het schilderij opzij en kan men naar binnen. Ze is vriendelijk, maar toch zakelijk en verleent niemand toegang zonder wachtwoord. De enige uitzondering is in het zesde deel, nadat Albus Perkamentus vermoord is.
In de boeken zijn figuren op foto's en schilderijen levend, er kan in elk geval met haar worden gecommuniceerd. Portretten worden in de verhalen regelmatig gebruikt als communicatiemiddel. In het vijfde boek gebruikt Albus Perkamentus het schilderij van Firminus Nigellus , om alarm te slaan wanneer Arthur Wemel levensgevaarlijk gewond is.
In het derde boek speelt de Dikke Dame een rol wanneer Sirius Zwarts de toren van Griffoendor probeert binnen te dringen. Zwarts takelt de Dikke Dame toe met een mes als ze hem zonder wachtwoord niet wil binnen laten. Na de aanval wil de Dikke Dame de toren van Griffoendor niet meer bewaken en wordt ze vervangen door Heer Palagon.
Omdat Heer Palagon elke 12 uur het wachtwoord veranderde heeft Marcel Lubbermans de wachtwoorden op een briefje geschreven, omdat hij zeker wist dat hij ze zou vergeten. Dat briefje wordt door Knikkebeen, de kat van Hermelien, naar Sirius Zwarts gebracht.
Zwarts sluipt binnen in een poging Rons rat Schurfie te pakken te krijgen. Niemand gelooft Ron wanneer hij zegt dat Zwarts bij zijn bed stond, dus als Professor Anderling komt kijken vraagt ze aan heer Palagon of het waar is wat Ron beweert. Wanneer het waar blijkt te zijn wordt Heer Palagon direct ontslagen en neemt de Dikke Dame haar plaats weer in op voorwaarde dat ze extra beveiliging krijgt.
In de films verschilt de plaats waar de Dikke Dame te vinden is. Zo bevindt ze zich in Harry Potter en de Steen der Wijzen aan het eind van een gang. In Harry Potter en de Gevangene van Azkaban bevindt de dame zich in het trappenhuis en hoeft men niet meer eerst door een gang naar haar toe. 